# Голден гејт
Голден гејт (енгл. Golden gate, срп. Златна капија) је висећи мост дугачак 2.737 метара који повезује Сан Франциско и Округ Марин. Мост се налази изнад мореуза Голден гејт. Отворен је 27. маја 1937. године. Када је саграђен био је највећи висећи мост на свету. Висок је 227, а широк 27 метара.
Овај мост је веома важан саобраћајни пут и део је ауто-пута 101 (енгл. US Highway 101). Такође је познато туристичко одредиште. Дневно преко моста пређе око 110.000 аутомобила. Он такође преноси пешачки и бициклистички саобраћај, и означен је као део САД бициклистичке руте 95. Америчко друштво грађевинских инжењера прогласило га је једним од чуда модерног света. Овај мост је један од међународно признатих симбола из Сан Франциска и Калифорније. Првобитно га је дизајнирао инжењер Џозеф Штраус 1917.
Фромеров туристички водич описује мост Голден Гејт као „вероватно најлепши, засигурно најфотографиранији мост на свету.“ У време отварања 1937. био је и најдужи и највиши висећи мост на свету, са главним распоном од 4.200 ft (1.280 m) и укупном висином од 746 ft (227 m).

## Историја

### Трајектна служба
Пре него што је мост изграђен, једина практична кратка рута између Сан Франциска и данашњег округа Марин била је бродом преко једног дела залива Сан Франциско. Трајектна служба започела је већ 1820. године, са редовно заказаном линијом која је почела 1840-их у сврху транспорта воде до Сан Франциска.
Компанија Сосалито копнена и трајектна служба, покренута 1867. године, на крају је постала Голден Гејт трајектна компанија, подружница Јужнопацифичке железнице, највећа трајектна операција на свету до краја 1920-их. Некада само за железничке путнике и кориснике, аутомобилски трајекти Јужнопацифика постали су веома профитабилни и важни за регионалну економију. Трајектни прелаз између пристаништа Хајд стрит у Сан Франциску и трајектног терминала Сосалито у округу Марин трајао је отприлике 20 минута и коштао је 1,00 УСД по возилу, а цена је касније смањена због надметања са новим мостом.
Многи су желели да саграде мост који ће повезати Сан Франциско са округом Марин. Сан Франциско је био највећи амерички град који је и даље услуживан првенствено трајектима. Пошто није имао сталну везу са заједницама око залива, стопа раста града била је испод националног просека. Многи стручњаци су изјавиљивали да се мост не може изградити преко теснаца од 6.700-foot (2.000-metre) метара, који је имао јаке, вртложне плиме и струје, са водом дубоком 372 ft (113 m) метара у средишту канала, и честим јаки ветрови. Стручњаци су сматрали да би жестоки ветрови и заслепљујућа магла спречавали изградњу и употребу.

### Замисао
Иако идеја о мосту који се протеже преко Голден гејта није била нова, предлог који је на крају узео маха изнео је у чланку Сан Франциско булитана 1916. бивши студент инжењерства Џејмс Вилкинс. Градски инжењер Сан Франциска проценио је цену на 100 милиона долара (еквивалент $2,9 милијарде данас), што је за то време било непрактично. Он је питао инжењере мостова да ли се може градити за мање. Један који се одазвао, Џозеф Штраус, био је амбициозни инжењер и песник који је за свој дипломски рад пројектовао железнички мост дуг  55 mi-long (89 km) преко Беринговог пролаза. У то време, Штраус је завршио око 400 покретних мостова - од којих је већина била у унутрашњости - и ништа у обиму новог пројекта. Штраусови почетни цртежи били су за масивну конзолу са сваке стране теснаца, повезани централним суспензионим сегментом, за који је Штраус обећао да би могао бити изграђен за 17 милиона долара (еквивалентно $491 милиона данас).
Штраус је провео више од једне деценије прикупљајући подршку у северној Калифорнији. Мост је наишао на противљење, укључујући парнице, из многих извора. Ратно министарство било је забринуто да ће мост ометати бродски саобраћај. Америчка морнарица се бојала је да би судар брода или саботажа моста могли блокирати улаз у једну од њених главних лука. Синдикати су тражили гаранције да ће локални радници бити фаворизовани за грађевинске послове. Јужнопацифичка железница, један од најмоћнијих пословних интереса у Калифорнији, успротивила се мосту као конкуренцији својој трајектној флоти и поднела тужбу против пројекта, што је довело до масовног бојкота трајектне службе.
У мају 1924. пуковник Херберт Дикајн одржао је друго саслушање о мосту у име војног секретара по захтеву за коришћење савезног земљишта за изградњу. Дикајн је, у име војног секретара, одобрио пренос земљишта потребног за структуру моста и приступне путеве на „Удружење премоштавања Голден Гејта“ и округе Сан Франциско и Марин, очекујући Штраусове даље планове моста. Други савезник је била тек започета аутомобилска индустрија, која је подржавала развој путева и мостова како би се повећала потражња за аутомобилима.
Име моста је први пут употребљено када су о пројекту иницијално дискутовали М.М. О’Шонеси, градски инжењер Сан Франциска, и Штраус 1917. године. Назив је постао званичан усвајањем закона о Мосту Голден Гејт и области аутопута од стране државног законодавства 1923. године, стварајући посебан округ за пројектовање, изградњу и финансирање моста. Сан Франциско и већина округа дуж Северне обале Калифорније придружили су се округу Голден Гејт моста, с изузетком округа Хамболт, чији су се становници противили изградњи моста и промету који би он генерисао.

## Галерија
- Голден гејт 2013.
- Голден гејт 2015.
- Голден гејт 2019
- Голден гејт 2018
- Голден гејт 2006.
- Голден гејт 2014.